# 華為Mate X
华为Mate X是华为生产的可摺疊式智能手機，折叠形态为横向外折，于2019年2月24日在于伦敦召开的MWC2019终端全球发布会上发布。华为Mate X是华为的第一款带有5G网络并可自由折叠的手机，属于华为Mate系列中的一个产品分支。
售价2299欧元（约合人民币17427元），有4个摄像头，使用向外折叠的8英寸软性主屏幕。2019年11月15日发售。

## 延迟发售
- 2019年11月15日，華為Mate X在中國大陸限量发售，配置為8GB內存搭載512GB存儲，价格是 16,999 元人民幣[12]。

## 外部連結
- 官方網站 （页面存档备份，存于）
- . gsmArena.   [2019-03-09]. （原始内容存档于2020-09-21）.